# Paul-Antoine Chassard
Paul-Antoine Chassard, francoski general, * 1895, † 1976.